# Adminer
Adminer (trước đây gọi là phpMinAdmin) là một công cụ để quản lý nội dung trong cơ sở dữ liệu MySQL (kể từ phiên bản 2 cũng có thể truy xuất các cơ sở dữ liệu PostgreSQL, MS SQL, SQLite và Oracle). Adminer được phân phối dưới giấy phép Apache (hoặc GPL v2) dưới dạng một file PHP duy nhất (khoảng 400 KiB trong kích thước). Tác giả của nó là Jakub Vrána, người bắt đầu phát triển công cụ này như một sự thay thế nhẹ nhàng cho phpMyAdmin, vào tháng 7 năm 2007. Adminer đã gây chú ý vào năm 2008 khi đưa nó tới trận chung kết cuộc thi CCA của SourceForge. Ngoài ra, các nhà cung cấp webhosting đầu tiên bắt đầu nhúng Adminer như công cụ quản lý MySQL vào danh mục dịch vụ của họ. Trong năm 2012 Adminer đã được bảo hiểm trên Linux.com lần thứ hai. Theo tác giả, ưu tiên của dự án là (theo thứ tự này): an toàn, thân thiện với người dùng, hiệu năng, tính năng và kích cỡ.

## Tính năng
- Đăng nhập xác định máy chủ đích và cung cấp tên người dùng và mật khẩu (được lưu trữ trong toàn bộ phiên làm việc)
- Các chức năng cơ bản: chọn cơ sở dữ liệu, chọn / chỉnh sửa các bảng, duyệt / chèn / sửa các hàng của bảng
- Tìm kiếm hoặc sắp xếp qua nhiều cột
- Chỉnh sửa các đối tượng cơ sở dữ liệu khác: lượt xem, trình kích hoạt, sự kiện, các thủ tục lưu trữ, quy trình, biến mysql, quyền của người dùng
- Vùng văn bản cho các lệnh SQL tùy ý và lưu trữ các lệnh này trong lịch sử lệnh Xuất các cơ sở dữ liệu và bảng biểu (cấu trúc và/hoặc dữ liệu của nó) dưới dạng đầu ra hoặc đầu ra có thể tải xuống được
- Giao diện người dùng thân thiện (sử dụng JavaScript rộng rãi) Hỗ trợ nhiều ngôn ngữ (tiếng Ả Rập, tiếng Bengali, tiếng Catalan, tiếng Trung, tiếng Séc, tiếng Hà Lan, tiếng Anh, tiếng Estonia, tiếng Pháp, tiếng Đức, tiếng Hy Lạp, tiếng Hungari, tiếng Ý, tiếng Indonesia, tiếng Nhật, tiếng Triều Tiên, tiếng Lithuania, tiếng Ba Lan, tiếng Bồ Đào Nha, tiếng Ba Lan, tiếng Nga, Tiếng Slovak, tiếng Slovenia, tiếng Tây Ban Nha, tiếng Tamil, tiếng Thái, tiếng Thổ Nhĩ Kỳ, tiếng Ukraina, tiếng Việt)[4]
- Làm nổi bật cú pháp SQL
- Cơ sở dữ liệu Visual / Chỉnh sửa lược đồ E-R
- Các biện pháp chống lại XSS, CSRF, SQL injection, ăn cắp phiên,...
- "Dung lượng nhẹ" - được phát hành dưới dạng một tệp duy nhất.
- Hỗ trợ CSS "giao diện", cũng như nhiều phần mở rộng.